# Hypostase
Hypostase (altgriechisch ὑπόστασις hypóstasis, allgemein: „Grundlage“, philosophisch: „Seinsstufe“) ist ein Begriff, der seit der Spätantike in philosophischen Texten verwendet wird, zunächst für den konkreten Bestand einer Sache. In der christlichen Trinitätslehre wird er benutzt, um die drei göttlichen Personen (Vater, Sohn und Heiliger Geist) unter dem Gesichtspunkt ihrer jeweiligen Besonderheit zu bezeichnen, im Gegensatz zu dem ihnen gemeinsamen Wesen, ihrer ousia („ein Wesen – drei Hypostasen“).
Immanuel Kant prägte das Verb hypostasieren für all diejenigen Fälle, in denen das Denken real gar nicht existierender Objekte mit deren angeblicher Erkenntnis verwechselt wird.

## Ursprung und allgemeine Bedeutungen
Das Substantiv ὑπόστασις hypóstasis ist vom Verb ὑϕίστημι hyphístēmi (auch: ὑπίστημι hypístēmi) abgeleitet, das intransitiv „darunter stehen“ und allgemeiner „vorhanden sein“ oder „bestehen“, transitiv „darunter stellen/legen“ oder „stützen“ bedeutet. Als medizinischer und naturwissenschaftlicher Begriff kommt Hypostasis seit Hippokrates und Aristoteles vor; die Hauptbedeutungen sind „Unterlage“ und „Stütze“ sowie „das, was sich unten ansammelt“: ein Bodensatz, ein Niederschlag oder beispielsweise auch vom Baum herunterrinnendes Harz. Im Zeitalter des Hellenismus wurden daraus abgeleitete abstrakte Bedeutungen wie „Grundlage“ und „Gesamtplan“ oder auch „Grundkonzeption“ gebräuchlich.
Der philosophische Sprachgebrauch ist wohl vom Bild des Bodensatzes abgeleitet. Der Bodensatz ist das, was zunächst in der Flüssigkeit verborgen war, dann aber abgesunken ist und sich angesammelt und verdichtet hat; so ist es sichtbar geworden und bleibt danach bestehen, auch wenn die Flüssigkeit verdunstet. Hypostasis bedeutet hier „dauerhafter Bestand“ oder „Wirklichkeit“, eine nicht nur scheinbare oder eingebildete Existenz. In diesem Sinne kommt das Wort ab dem 2. Jahrhundert v. Chr. vor. Es war aber zunächst kein streng definierter, auf eine bestimmte Bedeutung eingeengter Fachbegriff. Versuche der älteren Forschung, einen spezifischen Sprachgebrauch der Stoiker oder der Peripatetiker nachzuweisen, sind gescheitert.
Erst später wurde Hypostasis auch als Synonym von Substanz (griechisch ousia) verwendet. Es besteht aber doch, wie Textstellen zeigen, ein Bedeutungsunterschied. Hypostasis bezeichnet die in Erscheinung tretende Verwirklichung des mit ousia gemeinten abstrakten Seins (wörtlich der „Seiendheit“), das konkrete Vorhandensein in der Realität. So schreibt der Aristoteles-Kommentator Alexander von Aphrodisias, dass Stoff und Form sich nach ihrem Sein (kat’ ousían) unterscheiden, in ihrem Bestand (hypostásei) und Vorkommen aber untrennbar sind.

## Philosophischer Fachbegriff

### Antike
Neben seinen bisherigen allgemeinen, dehnbaren Bedeutungen erhielt der Begriff Hypostasis in der griechischen Philosophie der römischen Kaiserzeit aber auch eine konkrete Bedeutung als Fachbegriff, vor allem im Neuplatonismus. In dieser Verwendung bezeichnet er eine eigenständige Existenzform, die von anderen Existenzformen abgegrenzt werden soll. Damit ist nicht die Existenz von Einzeldingen gemeint, die von anderen Einzeldingen derselben Art unterschieden werden, sondern eine besondere Art des Bestehens, der Realität. So betrachtete der Skeptiker Sextus Empiricus Begriffe wie „weiß“ und „süß“ als Hypostasen, nicht aber Steigerungsformen wie „weißer“ oder „süßer“. Er erörterte auch die Frage, ob der Linie, dem Ganzen oder der Zahl eine eigene Realität zuzuschreiben ist und sie somit als Hypostasen zu betrachten sind.
Bisweilen schrieben Philosophen, etwas sei eine bzw. keine Hypostase, wenn sie meinten, dass es eine bzw. keine Hypostase aufweise. Im Neuplatonismus und später im Christentum bürgerte sich dieser Sprachgebrauch ein.
Der Begründer der neuplatonischen Tradition, Plotin, verwendet den Begriff Hypostase häufig, aber noch nicht im Sinne eines besonderen Fachterminus. Er spricht von drei „Naturen“ (phýseis) im hierarchisch aufgebauten Bereich des Geistigen: dem Einen, dem Nous und der Seele. Das Eine nennt er auch „erste Hypostase“. Die Materie betrachtet Plotin als nicht im eigentlichen Sinne existierend und damit nicht als Hypostase.
Als Fachbegriff speziell für „Naturen“ im Sinne von Seinsformen oder Seinsstufen ist Hypostase erst bei Plotins Schüler Porphyrios geläufig. Dieser bezeichnet den Nous, die Seele und den Weltkörper als ganze und vollkommene Hypostasen unterhalb des Einen; in anderem Zusammenhang wird deutlich, dass er auch das Eine selbst als vollkommene Hypostase betrachtet. Neben diesen vollkommenen Hypostasen in der rein geistigen Welt nimmt er unvollkommene Hypostasen an, die sich in Raum und Zeit manifestieren. Die jeweils untergeordnete Seinsstufe erscheint in diesem neuplatonischen Stufenmodell als Ausfluss der nächsthöheren; sie geht aus der höheren hervor, ohne dass diese dadurch verändert oder gemindert wird. In anderem Zusammenhang nennt Porphyrios, Platon auslegend, das Gute, den Demiurgen (Weltschöpfer) und die Weltseele die drei Hypostasen des Göttlichen.
Anscheinend ist Porphyrios auch der Urheber der philosophischen Verwendung des Gegenbegriffs parhypóstasis. Dieser diente zur Bezeichnung der scheinbaren Existenz von etwas, was nicht wirklich vorhanden ist, sondern nur einen Mangel an etwas Wirklichem darstellt. Eine solche unreale Existenzweise schrieben die antiken Neuplatoniker, besonders Proklos, dem Bösen zu, das sie als bloßen Mangel auffassten.

### Neuzeit
Im 17. und 18. Jahrhundert wurde der Begriff Hypostase in der philosophischen Terminologie ungebräuchlich, in den Fachlexika wurde er nicht behandelt. Erst Immanuel Kant griff den Wortstamm wieder auf, indem er das Verb hypostasieren prägte. Damit bezeichnete er die Erzeugung einer irrigen Vorstellung, die entsteht, wenn einem bloßen Gedanken unberechtigterweise gegenständliche Realität untergeschoben wird, obwohl es keine Grundlage für die Annahme gibt, dass dem Gedanken „in ebenderselben Qualität“ ein wirklicher Gegenstand außerhalb des denkenden Subjekts entspreche. Kant befand, die Vernunft werde irregeführt, wenn man Ideen hypostasiere, das heißt, wenn man eine bloß subjektive Maxime der Vernunft für die gegenständliche Bestimmung der Objekte der empirischen Erfahrung nehme und dann meine, die den hypostasierten Ideen entsprechenden Objekte erkennen zu können. So gebe man das Denken eines Objekts für dessen Erkenntnis aus. Ein solches Vorgehen beruhe „auf einem bloßen Blendwerke“. Nicht nur Gedanken, sondern auch sinnliche Vorstellungen könne man hypostasieren.
Unter dem Einfluss Kants gingen die Ausdrücke hypostasieren und Hypostasierung in den philosophischen Sprachgebrauch ein. So schrieb Arthur Schopenhauer, der menschliche Wille bringe den Theismus hervor: „[…] weil also gebetet werden soll, wird ein Gott hypostasirt; nicht umgekehrt.“ Der Neukantianer Wilhelm Windelband (1848–1915) bezeichnete die Metaphysik als „Hypostasierung von Idealen, im reinsten Falle von logischen Idealen“. Windelband konstatierte, diese Hypostasierung beruhe darauf, dass die Philosophie immer das Recht in Anspruch genommen habe, die Welt so zu denken, dass „über alle Unzulänglichkeiten ihrer Erscheinung hinaus in ihrem tiefsten Grunde die Wertbestimmungen des Geistes lebendige Wirklichkeit sein sollten“. Dieses Recht sei ihr zwar vom Positivismus bestritten worden, doch handle es sich nicht um ein „in der Wurzel“ verfehltes Bestreben. Vielmehr gebe es dafür nicht nur – wie Kant meinte – eine Begründung durch die praktische Vernunft, sondern auch rein theoretische Gründe, die durchaus berechtigt seien. Max Horkheimer kritisierte das „falsche Selbstbewußtsein des bürgerlichen Gelehrten“, das im Neukantianismus einen besonders prägnanten Ausdruck gefunden habe. Dieser habe einzelne Züge der theoretischen Tätigkeit des Fachgelehrten zu universalen Kategorien gemacht, „gleichsam zu Momenten des Weltgeistes, des ewigen »Logos«“. Das sei eine „Hypostasierung des Logos als der Wirklichkeit“.

## Christliche Theologie und Religionswissenschaft
Die antiken Christen fassten den Begriff Hypostase anfänglich im damals gängigen philosophischen Sinn auf; so wird er im Neuen Testament verwendet. In der Spätantike erfuhr der Begriff jedoch in der Diskussion um die Trinität eine Umdeutung. Als Hypostasen bezeichnete man nun die Personen der Trinität (Vater, Sohn und Heiliger Geist), während deren Einheit ousia (Wesen) genannt wurde. Die Formel von dem einen Wesen Gottes in drei Hypostasen (Personen) wurde zum Bestandteil des christlichen Dogmas. Ein fundamentaler Unterschied zur nichtchristlichen philosophischen Bedeutung von Hypostase besteht darin, dass in der christlichen Lehre die Hypostasen nicht hierarchisch gestuft, sondern wesensgleich sind: Sie besitzen dieselbe Substanz und sind nur ihrer Relation nach verschieden.
Ab dem letzten Viertel des 4. Jahrhunderts wurde in der Christologie der Begriff Hypostase, der anfänglich ein Synonym von Natur (phýsis) gewesen war, zunehmend im Sinne der neuen Terminologie umgeprägt. Nachdem sich die neue Bedeutung im 5. Jahrhundert durchgesetzt hatte, unterschied man zwischen der einen Hypostase (Person) Christus und seinen beiden Naturen, der menschlichen und der göttlichen. Diese Unterscheidung ermöglichte eine dogmatische Formulierung, mit der sowohl die Verschiedenheit der Naturen als auch die Einheit der Person gewahrt bleiben sollte. Die vom Konzil von Chalkedon im Jahr 451 beschlossene Formel besagt, dass Christus einerseits die beiden Naturen aufweise, die unvermischt seien, andererseits aber in ihm die Einheit Gottes und des Menschen auf der Ebene der Hypostase verwirklicht sei. Diese Einheit wird in der Theologie hypostatische Union genannt. Die Auslegung der Formel hängt vom Verständnis des Verhältnisses von Natur und Person ab und ist unter Theologen umstritten.
In der Religionswissenschaft bezeichnet man die Konkretisierung unterschiedlicher Wirkungsweisen einer Gottheit als Hypostase.